# Цетинград

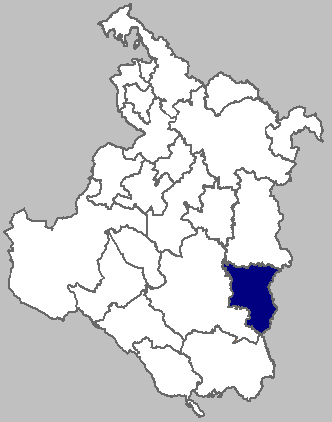
Положення громади Цетинград у межах Карловацької жупанії

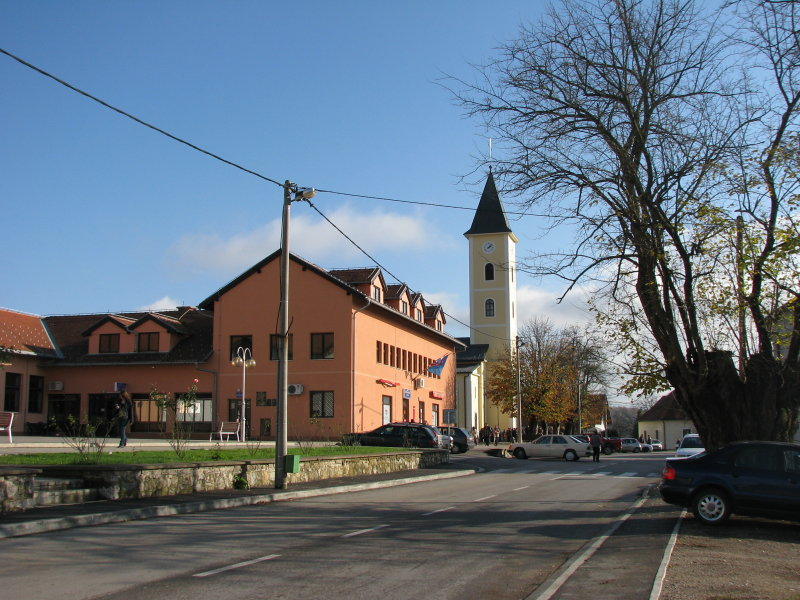
Центр і римо-католицька церква

Це́тинград (хорв. Cetingrad), до 1991 року Цетин-Град (хорв. Cetin Grad) — село і громада в центральній Хорватії, у Карловацькій жупанії, на кордоні з Боснією і Герцеговиною.
Станом на 2001 рік, саме село налічувало 351 жителя, а загальна чисельність населення громади становила 2746 осіб.

## Історія
Цетинград виник у безпосередній близькості від руїн середньовічної фортеці Цетин. Доба Середньовіччя була золотим часом для Цетина. Біля фортеці існували францисканський монастир і кілька церков. На той час Цетин входив до володінь Франкопанів і відігравав важливу роль у хорватській історії.
Після поразки у Битві під Мохачем у 1526 році хорватська знать зібралася на Цетинський парламент (хорв. Cetinski Sabor). 1 січня 1527 року вони обрали ерцгерцога Австрії Фердинанда з династії Габсбургів королем Хорватії. Підписана хорватськими дворянами і представниками Фердинанда Габсбурга грамота, яка зберігається в Австрійському державному архіві у Відні, є одним із найважливіших документів хорватської державності.
У наступні століття Цетин був у складі Військового порубіжжя — прикордонних земель між Габсбурзькою монархією та Османською імперією. У цей період османська армія неодноразово оволодівала ним. Фортецю було кілька разів пошкоджено і відремонтовано. 1790 року австрійські війська під командуванням генерала Валіша остаточно повернули Цетин Габсбурзькій монархії.
У 1809 році османські війська знову зайняли Цетин, але в 1810 році відступили через погрози генерал-губернатора Іллірійських провінцій маршала Мармона. Коли загроза з боку Османської імперії зникла, фортецю покинули і використовували як кар'єр. Адміністративний центр перенесли в тогочасне Валіш-село (хорв. Vališselo), яке виросло на північ від Цетина і тепер називається Цетинград.
У ХІХ і ХХ століттях ця місцевість була малолюдною, без будь-якої дійсної можливості для економічного розвитку. Під час Другої світової війни ця територія ще раз пережила великі страждання і руйнування, а після війни соціалістична Югославія занехаяла цей район. Через бідність населення було змушене мігрувати, спочатку за океан, а пізніше — в європейські країни.
Протягом югославських воєн Цетинград і навколишню місцевість захопили великосербські заколотники за підтримки ЮНА і приєднали до самопроголошеної Республіки Сербська Країна. За час окупації, яка тривала до 1995 року, сербські бунтівники знищили найбільшу Римо-католицьку церкву в Слунському церковному окрузі — церкву Успіння Пресвятої Богородиці (хорв. crkva Marijina Uznesenja). До 1999 року церкву було загалом відбудовано.
Цетинград став місцем аварії вертольота, збитого випущеною сербами ракетою, у якій загинув міністр закордонних справ Боснії і Герцеговини Ірфан Любіянкич і шість інших осіб. Велика частина населення Цетинграда провела чотири роки сербської окупації у вигнанні. У серпні 1995 року, під час операції «Буря», хорватська армія визволила Цетинград. Після 1995 року його успішно відбудовано, а чимало колишніх жителів повернулися до своїх домівок.

## Демографія
За даними перепису 2001 року, громада (муніципалітет) Цетинград мала такий національний склад:
| Національність | Кількість | Відсоток |
| -------------- | --------- | -------- |
| Хорвати        | 2 105     | 76,66 %  |
| Босняки        | 269       | 9,8 %    |
| Серби          | 145       | 5,28 %   |
| Німці          | 1         |          |
| Українці       | 1         |          |
| Інші           | 134       | 4,88 %   |
| Не визначилися | 39        | 1,42 %   |
| Невідомо       | 52        | 1,89 %   |

Населення громади за даними перепису 2011 року становило 2 027 осіб. Населення самого міста становило 319 осіб.
Динаміка чисельності населення громади:
Динаміка чисельності населення міста:

## Населені пункти
Крім міста Цетинград, до громади також входять:
- Батнога
- Бегово-Брдо
- Било
- Боговоля
- Бухача
- Цетинський Варош
- Делич Поляна
- Доня Жрвниця
- Донє Гнойниці
- Джурин Поток
- Глинице
- Гнойниці
- Гойковаць
- Горня Жрвниця
- Горнє Гнойниці
- Грабарська
- Каплюв
- Кестенє
- Комесараць
- Крушковача
- Кук
- Луке
- Малєваць
- Малєвацько-Селиште
- Пашин Поток
- Подцетин
- Полойський Варош
- Понор
- Рушевиця
- Садиковаць
- Среднє Село
- Стрмацька
- Шильковача
- Татар-Варош
- Трновий